# Copa Chile Femenina 2009
La Copa Chile Femenina 2009 conocida comercialmente como Copa Chile-Sernam es la primera versión del tradicional torneo que se jugaba solo en el fútbol masculino. En este campeonato participan clubes de la Primera división y Equipos Amateur Femeninos Regionales, los que se eliminan en fases previas, dando un total de 140 equipos participantes.
El torneo consta de 7 etapas. La primera de ellas es la fase clasificatoria comunal, donde los tres mejores equipos de cada clasificatorio pasan directamente al cuadrangular de la segunda etapa (18 grupos). Los ganadores de cada grupo se enfrentan entre sí en la tercera etapa para luego medirse en la cuarta etapa con los equipos ANFP en eliminación directa. Los ganadores de esos partidos accederán a la quinta etapa y ya en la séptima etapa serán sólo 8 equipos. La gran final se jugó el día sábado 19 de diciembre en terreno neutral, específicamente en las canchas de la Federación de Fútbol Profesional.

#### Fase Preliminar: Eliminatoria Comunal
El grueso de los 140 participantes de la Copa, se eliminan en esta fase, donde equipos completamente amateur luchan por obtener un cupo para la Primera Fase, donde se enfrentan los mejores equipos de cada región. Esta fase se jugó entre los días 26 de septiembre y 8 de octubre.

#### Primera Fase: Fase Regional
En la Primera Fase, los equipos clasificados de la Fase Preliminar, se enfrentan a los equipos con ramas femeninas amateur o contra las Selecciones de diversas comunas. Existen 18 grupos alrededor del país, y solo los ganadores de cada grupo podrán clasificar a la Segunda Fase. Esta fase se jugó el día 12 de noviembre.

#### Segunda Fase: Ganadores de Grupos
En esta fase se enfrentan los equipos ganadores de los 18 grupos a nivel regional (Primera Fase), así como los clubes que lograron safar de la Fase Preliminar en la región respectiva.
| Llave | Día   | Hora  | Equipo Local          | Resultado   | Equipo Visitante          |
| ----- | ----- | ----- | --------------------- | ----------- | ------------------------- |
| A-H   | 31/10 | 17:00 | ULA Puerto Montt      | 3-0         | Selección de Aysén        |
| D-F   | 15/11 | 15:30 | Selección de Valdivia | (1) 3-3 (3) | AFO Osorno                |
| B-E   | 28/10 | 18:00 | Unión Temuco          | 9-4         | Selección de Los Ángeles  |
| C-G   | 31/10 | 16:00 | Fernández Vial        | 11-0        | Cadetes de Linares        |
| I-L   | 31/10 | 15:30 | Atlético Rancagua     | 9-0         | Mirador Puente Alto       |
| K-Ñ   | 31/10 | 17:00 | Ferroviarios          | 7-1         | Rama Femenina Con-Con     |
| J-O   | 31/10 | 17:00 | Selección La Ligua    | 7-1         | Sporting Ateniense        |
| M-P   | 7/11  | 17:00 | Municipal Iquique     | 6-1         | Antofagasta               |
| N-Q   | 31/10 | 18:00 | Selección IV Región   | 4-1         | Escuela de Fútbol Copiapó |

#### Tercera Fase: Ganadores Segunda Fase y ANFP
En esta fase entran los equipos pertenecientes a la Primera División. Estos equipos se enfrentan a los clasificados de la Tercera Fase, donde participan los clubes profesionales, pero que no son parte de la Primera División, junto con los clasificados que llegaron a este punto desde la Primera y Segunda Fase (Comunal y Regional respectivamente).
En esta fase también clasifica el mejor perdedor para completar a los 12 equipos de la Quinta Fase. El último clasificado fue ULA Puerto Montt, gracias al criterio de la Diferencia de Gol.
| Día   | Hora  | Estadio             | Equipo Local         | Resultado | Equipo Visitante    |
| ----- | ----- | ------------------- | -------------------- | --------- | ------------------- |
| 19/11 | 12:00 | ANFA Curicó         | Curicó Unido         | 4-6       | AFO Osorno          |
| 12/11 | 16:00 | Germán Becker       | Unión Temuco         | 15-0      | Ñublense (Santiago) |
| 12/11 | 19:00 | El Maitén           | Atlético Rancagua    | 1-6       | Everton             |
| 12/11 | 17:30 | Santa Laura         | Unión Española       | 3-8       | Ferroviarios        |
| 15/11 | 16:00 | Municipal La Ligua  | Selección La Ligua   | 3-1       | Santiago Wanderers  |
| 19/11 | 11:00 | La Portada          | Deportes La Serena   | 2-7       | Municipal Iquique   |
| 18/11 | 18:00 | Nicolás Chahuán     | Unión La Calera      | 0-3       | Selección IV Región |
| 12/11 | 17:00 | Caracol Azul        | Universidad de Chile | 3-1       | Santiago Morning    |
| 12/11 | 18:00 | Monumental          | Colo-Colo            | 6-0       | Audax Italiano      |
| 19/11 | 17:30 | Atlético Concepción | Fernández Vial       | 9-1       | Palestino           |
| 22/11 | 10:00 | Roberto Bravo       | Melipilla            | 5-4       | ULA Puerto Montt    |

#### Cuarta Fase: Octavos de final
Los octavos de final se jugaron íntegramente el día 26 de noviembre.
| Día   | Hora  | Estadio             | Equipo Local         | Resultado   | Equipo Visitante      |
| ----- | ----- | ------------------- | -------------------- | ----------- | --------------------- |
| 26/11 | 12:00 | Rubén Marcos        | AFO Osorno           | (3) 0-0 (4) | ULA Puerto Montt      |
| 26/11 | 16:00 | Germán Becker       | Unión Temuco         | 3-4         | Fernández Vial        |
| 26/11 | 15:30 | Tierra de Campeones | Municipal Iquique    | 1-3         | Everton               |
| 26/11 | 17:00 | La Portada          | Selección IV Región  | 4-1         | Melipilla             |
| 26/11 | 17:00 | Caracol Azul        | Universidad de Chile | 10-0        | Selección de La Ligua |
| 26/11 | 19:00 | Monumental          | Colo-Colo            | (5) 3-3 (3) | Ferroviarios          |

#### Quinta fase: cuartos de final
En esta fase, el mejor perdedor nuevamente es beneficiado con la clasificación a Semifinales. El club favorecido fue la Universidad de Chile.
| Día  | Hora  | Estadio             | Equipo Local        | Resultado | Equipo Visitante     |
| ---- | ----- | ------------------- | ------------------- | --------- | -------------------- |
| 3/12 | 16:30 | Atlético Concepción | Fernández Vial      | 1-4       | ULA Puerto Montt     |
| 3/12 | 17:30 | La Portada          | Selección IV Región | 0-9       | Everton              |
| 3/12 | 19:00 | Monumental          | Colo-Colo           | 9-2       | Universidad de Chile |

#### Sexta Fase: Semifinal
El sorteo generó que el Superclásico entre Colo-Colo y la U. de Chile se repitiera debido a que el equipo universitario clasificó como mejor perdedor en los cuartos de final.
| Día   | Hora  | Estadio    | Equipo Local     | Resultado | Equipo Visitante     |
| ----- | ----- | ---------- | ---------------- | --------- | -------------------- |
| 16/12 | 18:00 | Quilín     | ULA Puerto Montt | 0-1       | Everton              |
| 16/12 | 19:30 | Monumental | Colo-Colo        | 2-1       | Universidad de Chile |

### Séptima Fase: Final
La Final fue transmitida por el Canal del Fútbol, y se jugó en terreno neutral. El Campeón además de ganar la Copa Chile Femenina 2009, tiene la opción de acceder a la Copa Sudamericana Femenina, o en su defecto a la siguiente versión de la Copa Libertadores Femenina, todo esto dependerá de la determinación de la Confederación Sudamericana de Fútbol con respecto a la creación de un segundo torneo continental o el aumento de cupos para la Copa Libertadores, situación aún incierta.
| 19 de diciembre de 2009, 12:40 | Everton                                   | 4:2     | Colo-Colo                   | Complejo ANFP, Santiago          |                                  |
|                                | Arias 12' 71'(p) · López 15' · Chávez 56' | Reporte | Hernández 50' · Coihuín 73' | Árbitro(s): María Belén Carvajal | Árbitro(s): María Belén Carvajal |

## Campeón
| Campeón Everton de Viña del Mar 1º título |